# 芒信镇
芒信镇（佤语：dex rin:1107），原称腊垒乡，是中华人民共和国云南省普洱市孟连傣族拉祜族佤族自治县下辖的一个乡镇级行政单位。

## 行政区划
芒信镇下辖以下地区：
芒信村、拉嘎村、芒卡村、海东村、岔河村和班顺村。